# Dicionário do Folclore Brasileiro
O Dicionário do Folclore Brasileiro é um livro de Luís da Câmara Cascudo publicado originalmente em 1954, com sucessivas edições, desde então.

## Histórico
O Dicionário do Folclore Brasileiro é a obra mais conhecida de Câmara Cascudo. Durante 15 anos, Cascudo trabalhou constantemente no Dicionário, correspondendo-se com diversos pesquisadores e interessados sobre o assunto. O resultado foi um livro com 660 páginas, que abarcava figuras indígenas, folguedos e diversos outros elementos da cultura popular brasileira. O folclore, para Cascudo, ultrapassava a dimensão das lendas que povoavam o imaginário popular, como a do Saci, abarcando tudo que dizia respeito às tradições culturais de determinada sociedade. O livro mostra que o folclore não é um conjunto de expressões culturais estático, mas em constante movimento e que, portanto, tem uma história que deve ser investigada com rigor por especialistas no assunto. É de se ter em mente, portanto, que apesar do livro ter a palavra dicionário em seu título ele não se organiza como um dicionário tradicional, composto por palavras e seus significados. O livro de Cascudo busca investigar as práticas culturais do folclore, apresentando tradições múltiplas do Brasil aos brasileiros.
A primeira edição foi prefaciada pelo então ministro da educação Antônio Balbino, em nome do Governo Federal, que editava a obra. Em nota esta mesma edição, Cascudo relembra que a ideia do Dicionário surgira em 1941, como um plano para "dez anos de trabalho sereno, sem pressa e sem descanso". A ideia, entretanto, seria realizar uma extensa História do Brasil, que foi abortada; o então diretor do Instituto Nacional do Livro, Augusto Meyer, propôs, em 1943 a elaboração de um Dicionário de Folclore.
Para sua redação o autor convidou diversos colaboradores, desde Guerra Peixe, Heitor Villa-Lôbos, Nelson Romero e outros.

## Conteúdo
O dicionário contém, além dos verbetes em si, umas poucas imagens dispostas ao longo da obra, todas em preto e branco. A farta bibliografia coligida está inserida em cada verbete, e não ao final do livro. Sobre este "defeito", que o autor revela ter sido reparado por um professor universitário estadunidense, Cascudo respondeu:

A explicação vem da própria mentalidade do autor, parva sed nihil, convencer-me da utilidade da informação bibliográfica no verbete consultado, orientando a curiosidade, e não dispersá-la na relação informe e terminal, de impossível fixação das origens temáticas. Preferi servir água no copo a mandar o consulente dessedentar-se no rio.— Luís da Câmara Cascudo - Nota à terceira edição, 1959
 Essa postura, que levou à ausência da lista de referências consultadas para elaboração das entradas ao final do volume, gerou críticas de diversos autores, tais como Antônio Houaiss.

## Interpretação sobre o Brasil
Para Luís da Câmara Cascudo, o Brasil era o resultado de uma diversidade de misturas culturais.  Ele participava da interpretação de que o brasileiro seria a junção promovida pela mistura entre brancos, negros e indígenas. A identidade desse novo povo foi traçada através de suas particularidades encontradas no folclore, lugar onde era possível delimitá-las de forma única. Nesse sentido, pensava que seu dicionário do folclore poderia ser visto como mais brasileiro do que os dicionários de língua portuguesa, na medida em que o último trazia palavras não usuais à população brasileira, enquanto o seu livro colecionava manifestações de uma linguagem realmente nacional. 

## As diversas edições doDicionário do Folclore Brasileiro
O Dicionário do Folclore Brasileiro teve 12 reedições desde seu lançamento em 1954. Ter tido tantas reedições, significa que cada edição contém modificações em relação a outra, pois não trata-se apenas de uma reimpressão do livro, mas de uma nova configuração textual que requer ser chamada de nova edição. Isso significa que cada edição traz uma espécie de livro único ao leitor na medida em que tem suas características próprias que não são mantidas exatamente iguais nas demais edições. Por exemplo, a 11ª edição do Dicionário, publicada em 2002, pode ser considerada como abreviada, pois alguns verbetes foram resumidos. 

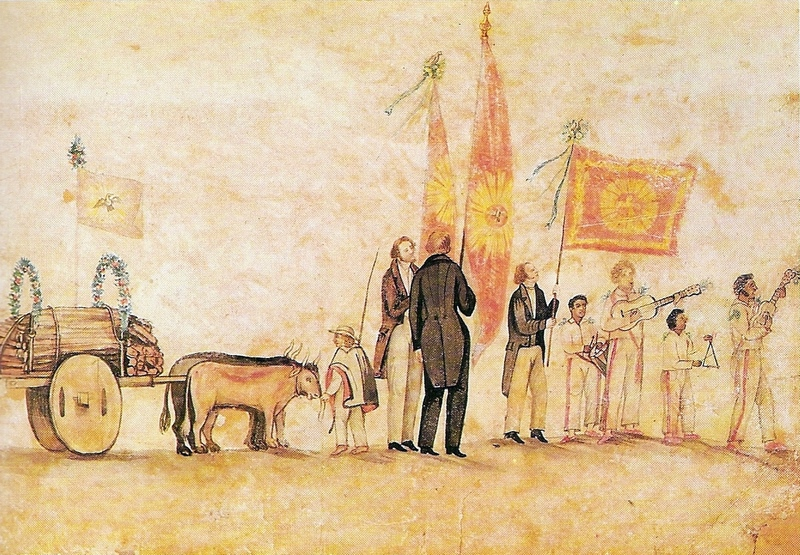
A festa do divino era considerada por Câmara Cascudo como parte do folclore brasileiro

A segunda edição do Dicionário, publicada em 1959, foi consideravelmente aumentada se comparada com a primeira em cerca de 200 verbetes. Além disso, ganhou ilustrações para melhor apresentar objetos às pessoas que não haviam tido nenhum contato visual com eles. 
Em 1972 foi lançada uma terceira edição em que novamente foram incorporados novos verbetes e houve a atualização de outros devido ao material agora à disposição de Cascudo, que chegava de diversas partes do Brasil após o sucesso de seu livro. A quarta edição, veio ao público em 1979, também trouxe com ela possibilidade de realizar correções na obra e incorporação bibliográfica. Poucos anos depois, em 1983, Câmara Cascudo lança a quinta edição do Dicionário pela editora Itatiaia, porém com saúde já debilitada, não teve plenas condições de realizar todas as alterações que gostaria ter feito. 
A oitava edição, de 2000, publicada pela Global Editora é póstuma ao autor. Ela ganhou notas da professora Laura Della Monica, então diretora da Comissão Paulista de Folclore e também estudiosa do folclore brasileiro. Ela já vinha trabalhando com Cascudo desde 1951, contribuindo nas pesquisas realizadas para melhoria das edições e na coordenação editorial do livro. Ainda em 2000, é lançada, no mês de novembro, uma nova edição, a que será a nona do Dicionário. Nela, Laura Della Monica resume as informações contidas nas notas de Cascudo presentes nas primeira, segunda, terceira, quarta e quinta edições do dicionário. A décima primeira edição é publicada pela Global Editora em 2002 de forma revista e atualizada e contou também com a coordenação de Della Monica, Continha 2371 verbetes publicados em 769 páginas. A mesma editora lança em 2012 a décima segunda edição da obra sob a supervisão dos parentes de Cascudo, já que Della Monica faleceu em 2001. Essa edição, mediante solicitação da família Cascudo, traz a obra sem as intervenções posteriores a morte de Cascudo e que, portanto, não foram escritas por ele. Era a intenção de seus parentes retornar ao texto da quarta edição, lançada em 1979. 

## Comemorações de 60 anos da obra
Em 2014, por ocasião do aniversário de 60 anos do Dicionário do Folclore Brasileiro o Ludovicus – Instituto Câmara Cascudo e a Global Editora lançaram o Concurso Nacional de Ensaios – Prêmio Literário Câmara Cascudo 2014/2015 a fim de ampliar a recepção da obra de Câmara Cascudo. O concurso foi uma iniciativa de sua neta Daliana Cascudo, diretora do Instituto Ludovicus, e teve como tema principal “A Cultura Popular na obra de Câmara Cascudo”. Teve como prêmio R$ 6 mil reais em dinheiro ao vencedor e sua obra publicada pela Global Editora  As inscrições foram recebidas presencialmente, no Instituto Ludovicus ou na Global Editora, e pelos Correios até dia 30 de dezembro de 2014.  Contudo, apesar de ter trabalhos inscritos, o concurso não teve nenhum vencedor.
Além dessa comemoração, o Instituto Ludovicus lançou em parceria com a Academia Norte-Riograndense de Letras o Prêmio Literário Câmara Cascudo e a Identidade Nacional voltado a estudantes. O prêmio de R$ 5 mil reais seria dividido entre o aluno ganhador e o professor orientador.  
Uma exposição em comemoração aos 60 anos do Dicionário do Folclore Brasileiro também foi pensada em parceria com a Casa da Ribeira. Contudo, ela acabou não sendo viabilizada a tempo. Dessa iniciativa, resultou a exposição “Câmara Cascudo no Museu da Língua Portuguesa”, com 492 metros quadrados de conteúdo divididos em cinco eixos temáticos: “O tempo e eu”, “Dança Brasil”, “Todo trabalho do homem é para sua boca”, “A Literatura Oral e a Voz do Gesto” e “Religião do povo”. A exposição aconteceu entre os dias 19 de outubro de 2015 e 14 de fevereiro de 2016 no Museu da Língua Portuguesa, em São Paulo. Pensada em formato interativo, similar a exposição anterior de Clarice Lispector no Museu, buscou valorizar a pluralidade cultural dos estudos de Cascudo através de uma experiência sensorial desse universo pelos seus visitantes.